# Famine de 2017 au Soudan du Sud
Une situation de famine au Soudan du Sud a été officiellement déclarée le 20 février 2017, et elle se termine - du moins du point de vue des catégories - en juin 2017. La déclaration émane de l'Organisation des Nations unies pour l'alimentation et l'agriculture (FAO), du Fonds des Nations unies pour l'enfance (Unicef) et du Programme alimentaire mondial (PAM),. Cette famine affecte particulièrement l'État de l'Unité et si, stricto sensu, elle ne touche qu'une partie de la population, une grande partie du Soudan du Sud est cependant exposée à la disette. Ainsi, la FAO évalue-t-elle, en février 2017, à 4,9 millions les personnes sujettes à une insécurité alimentaire de crise. Le Soudan du Sud est un pays indépendant depuis le 9 juillet 2011 et il est plongé dans une guerre civile depuis décembre 2013.

## Contexte

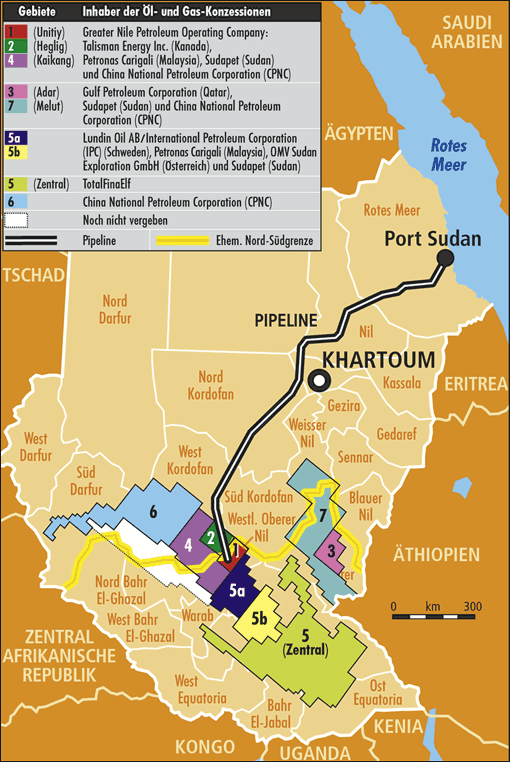
Concessions gazières et pétrolières au Soudan en 2004.

Durant les années qui ont précédé la Famine de 1998 au Soudan, pendant la seconde guerre civile soudanaise, l'État d'Unité a connu des pillages et des incendies ainsi que des déplacements forcés de population à l'occasion des combats destinés à s'assurer du contrôle des réserves de pétrole. On estime qu'en 1998, 12 000 personnes mourraient de faim dans le bloc 5A, une concession pétrolière dans cet état qui en abritait 240 000 au total ; 160 000 auraient été déplacées de force. L'instabilité est la cause majeure de la faible production de pétrole au Soudan du Sud depuis 2012.
L'état de famine n'a jamais été déclaré entre 2011 et 2017 au Soudan du Sud.
Un rapport des Nations unies de 2016 décrit l'État d'Unité comme le lieu d'affrontements continuels durant la guerre civile, par ses ressources en pétrole, dans un conflit opposant Dinka (peuple) et Nuer (peuple),,. 
Le 20 février 2017, une publication de l'IPC (Integrated Food Security Phase Classification) rapporte que 4,9 millions de Sud-Soudanais, 40 % de la population, ont besoin d'une aide urgente en matière de nourriture, d'agriculture et de nutrition. Le rapport concerne 23 pays, dont 14 ont dépassé le seuil d'intervention d'urgence fixé à 15 % de personnes souffrant de malnutrition.
Le programme alimentaire mondial avait mené des opérations de secours durant la guerre civile sud-soudanaise, entre 2013 et 2020, limitant le risque de famine dans les autres zones, telle la région de Bahr el-Ghazal. Bahr el-Ghazal avait été la région la plus gravement touchée par la famine de 1998, quand elle fut frappée par une sécheresse qui dura deux ans, par une interdiction des parachutages humanitaires, par des restrictions de mouvement visant les personnes déplacées, par la confiscation de bétail et par la destruction des magasins d'alimentation.
Le Soudan du Sud fait partie des pays qui souffrent de famines imminentes en 2017 comme le Yémen, la Somalie et le nord-est du Nigeria, mais une déclaration formelle suppose que les critères suivants soient remplis :
- 20 % des foyers souffrent d'une pénurie alimentaire extrême ;
- 30 % de la population souffre d'une malnutrition extrême ;
- au moins 1 habitant sur 5 000 meurt chaque jour.

## Vers la famine
En février 2015, le programme alimentaire mondial notait un risque de sécheresse au Soudan du Sud et dans d'autres pays proches, à cause du phénomène El Niño. Le rapport notait aussi que le Soudan du Sud connaissait « un très bon début de saison agricole » et que le pays pourrait être une exception dans le tableau pessimiste des prédictions concernant la zone pour la période de juillet à septembre 2015.
En juin 2015, le Famine Early Warning Systems Network (« réseau d'alerte avancé contre la famine ») notait une flambée des prix agricoles et une augmentation du nombre de ménages susceptibles de se trouver face à une famine catastrophique. Cela s'expliquait en partie par des considérations économiques, dont l'augmentation du coût des transports, une baisse de la livre sud-soudanaise, passée de 6,1 à 11,5 pour un dollar américain ainsi que la perte du crédit gouvernemental qui permettait d'importer de la nourriture au taux de change officiel de 2,9 livres pour un dollar. À cette date, 8 % des foyers du comté d'Ayod et 1,4 % de ceux du Mayendit présentaient un score de 5 sur 6, ce qui était inférieur au seuil de 20 % qui aurait entraîné la déclaration régionale de famine,.
En septembre 2015, le comté de Leer, fief du leader rebelle Riek Machar, et futur épicentre de la famine, est vidé de son bétail et de sa population qui fuit les massacres et les incendies des maisons et des champs ; la sécheresse contribue à la situation du fait de la baisse de la production agricole qu'elle entraîne et aussi parce qu'elle réduit la durée de la pause dans les combats qui intervenait habituellement durant la saison des pluies.
En janvier 2016, un rapport de l'OMS note que « les conditions existantes peuvent conduire à la famine » du fait de la sécheresse dans la partie centrale et orientale du pays.
En mars 2016, les Nations unies rapportent que l'armée du Soudan du Sud n’a pas été payée en monnaie mais avec une politique de « faites ce que vous pouvez et prenez ce que vous pouvez », qui autorise les soldats à confisquer le bétail et les autres possession et conduit au viol et au meurtre des femmes civiles en guise de salaire. Le rapport décrit que tous les belligérants, en particulier les forces du SPLA et les milices alliées mènent des attaques ciblées contre des civils en fonction de leur appartenance ethnique, détruisant systématiquement villes et villages. Le rapport conclut que ces abus « laissent penser qu'il s'agit d'une stratégie délibérée visant à priver les civils vivant dans la zone de tous moyens de subsistance et de support matériel,. »
En août 2016, le Sud-Soudan est en proie à une crise alimentaire « presque entièrement causée par l'homme », devant plus au blocage de l'aide alimentaire qu'à la sécheresse. Dès ce moment, près de 25 % de la population du pays nécessite une aide alimentaire urgente. Le gouvernement du Soudan du sud est également dénoncé comme le principal responsable de cette famine dans un rapport de l'ONU, ce gouvernement préférant consacrer la moitié du budget du pays pour acheter des armes au lieu de l'utiliser pour son pays.

## La famine
Le 20 février 2017, les Nations unies déclarent l'état de famine dans l'État d'Unité au Soudan du Sud, et avertissent qu'elle pourrait s'étendre si des actions ne sont pas engagées. Le programme alimentaire mondial annonce que 40 % de la population sud-soudanaise, soit 4,9 millions de personnes, nécessitent une aide alimentaire d'urgence,, et qu'au moins 100 000 sont en danger imminent de mourir de faim. L'ONU déclare que le président Salva Kiir bloque la livraison de nourriture à certains endroits, bien qu'il ait déclaré, le 21 février, que son gouvernement permettrait un accès sans entrave à l’aide humanitaire. En outre, certaines parties du Soudan du Sud n'ont pas connu la pluie depuis deux ans. Selon Serge Tissot, représentant de la FAO, « nos pires craintes se sont réalisées. Beaucoup de familles ont épuisé tous leurs moyens de survie. Ces gens sont majoritairement des agriculteurs et la guerre a perturbé l'agriculture. Ils ont perdu leur bétail ainsi que leurs outils. Pendant des mois, ils ont été dépendants des plantes qu'ils pouvaient trouver et des poissons qu'ils pouvaient attraper,. » Les rapports avertissent aussi sur le fait qu'environ 5,5 millions de personnes, la moitié de la population du Soudan du Sud, sont susceptibles de souffrir de la faim et de l'insécurité d'ici à juillet 2017. Selon le représentant de l'UNICEF pour le Soudan du Sud, plus de 200 000 enfants risquent de mourir de malnutrition dans le pays.
Cette famine se termine formellement, selon le classement de l'IPC et d'après les informations de l'ONU, en juin 2017. Toutefois la situation reste extrêmement difficile pour les populations, et une crise alimentaire demeure. Si le niveau de famine est levé c'est uniquement grâce à l'aide internationale, par l'intermédiaire, principalement, du Programme alimentaire mondial et de l'Unicef (Fonds des Nations unies pour l'enfance). La guerre civile continue, et donc l'impossibilité de cultiver la terre et de commercer en paix.
En 2021, malgré le retour de la paix, la malnutrition reste un problème obsédant pour les gens de ce pays. La malnutrition est présente même à Djouba, la capitale. Une mère, originaire du nord, ne peut donner que de la bouillie de manioc à ses enfants, le père étant mort dans une guerre. Une autre a marché une quinzaine d'heures depuis la frontière du Kenya, car il n'y avait rien là-bas. C'est que à Djouba se situe le seul établissement du pays capable de traiter la malnutrition aiguë sévère des enfants, l'hôpital pour enfants Al-Sabah. Son personnel témoigne que la situation empire, et que les mères, une fois qu'elles y ont déposé leur enfant, n'ont rien pour elles-mêmes. Le taux de mortalité des enfants qui y sont confiés peut atteindre 20%. À l'échelle du pays, sept millions de personnes se trouvent en « insécurité alimentaire aiguë ». L'accord de paix du 12 septembre 2018 a fait baisser le niveau de violence et amélioré la circulation, mais il reste des zones de tension, comme dans l'État de Yei, qui représente 20% de la capacité céréalière du pays. Les paysans, les paysannes ont fui, et ne rentrent pas chez eux.

## Actions palliatives
En 2016 plusieurs agences des Nations unies intensifient leurs efforts, atteignant un nouveau record dans l'aide au Soudan du Sud en aidant 4 millions de personnes avec 265 000 tonnes d'assistance alimentaire et 13,8 millions de $ d'aide financière. Selon Justin Forsyth (en), Directeur exécutif adjoint du Fonds des Nations unies pour l’enfance, « Au Soudan du Sud, l'UNICEF possède 620 centres d'aide alimentaire pour les enfants sévèrement malnutris, de sorte que les endroits où les enfants meurent de faim sont ceux où nous ne pouvons aller ou ceux dans lesquels nous ne pouvons nous rendre qu'épisodiquement.,. »
Le 21 février 2017, le Royaume-Uni déclare vouloir proposer 100 millions de £ d'aide au Soudan du Sud, tandis que l'Union européenne déclare vouloir envoyer l'équivalent de 69 millions de £.

### Crédits de traduction
- (en) Cet article est partiellement ou en totalité issu de l’article de Wikipédia en anglais intitulé « 2017 South Sudan famine » (voir la liste des auteurs).

### Traductions
1. ↑  (en) « great economic and symbolic importance because of its vast oil resources and also as a predominantly Nuer state, in a conflict that has pitted the two dominant tribes, Dinkas and Nuers against each other »
2. ↑  (en) « experiencing a very good start to the agricultural season »
3. ↑  (en) « existing conditions may lead to famine »
4. ↑  (en) « do what you can and take what you can »
5. ↑  (en) « suggests a deliberate strategy to deprive the civilians living in the area of any form of livelihood or material support »
6. ↑  (en) « Our worst fears have been realised.  Many families have exhausted every means they have to survive. The people are predominantly farmers and war has disrupted agriculture. They’ve lost their livestock, even their farming tools. For months there has been a total reliance on whatever plants they can find and fish they can catch. »
7. ↑  (en) « In South Sudan, UNICEF has 620 feeding centres for severely malnourished children, so the places where children are dying are places we can't get to, or get to only occasionally. »